# Cork City FC
A Cork City FC (írül Cumann Peile Chathair Chorcaí) egy ír labdarúgócsapat, amely Cork városában található meg.

## Trófeák
- Ír első osztály: 3
  - 1992–93, 2005, 2017
- Ír másodosztály: 1
  - 2011
- Ír kupa: 4
  - 1998, 2007, 2016, 2017
- Ír ligakupa: 3
  - 1987–88, 1994–95, 1998–99

## Keret

### Jelenlegi keret
2019. február 14-i állapotnak megfelelően.
| #  |     | Poszt | Név                |
| -- | --- | ----- | ------------------ |
| 1  | IRL | K     | Mark McNulty       |
| 2  | IRL | V     | Colm Horgan        |
| 3  | IRL | V     | Alan Bennett       |
| 4  | IRL | V     | Seán McLoughlin    |
| 6  | IRL | KP    | Gearóid Morrissey  |
| 7  | IRL | CS    | Darragh Rainsford  |
| 8  | IRL | V     | Conor McCormack () |
| 9  | IRL | CS    | Graham Cummins     |
| 10 | IRL | KP    | Garry Buckley      |
| 11 | IRL | KP    | Daire O'Connor     |
| 14 | IRL | V     | Ronan Hurley       |
| 15 | IRL | KP    | Shane Daly-Bütz    |
| 16 | IRL | KP    | Alec Byrne         |

| #  |     | Poszt | Név                                                           |
| -- | --- | ----- | ------------------------------------------------------------- |
| 17 | IRL | V     | Gary Boylan                                                   |
| 18 | ENG | CS    | Matty Gillam (kölcsönben a Rochdale csapatától)               |
| 19 | IRL | CS    | Karl Sheppard                                                 |
| 20 | IRL | V     | Shane Griffin                                                 |
| 21 | IRL | V     | Conor McCarthy                                                |
| 22 | ENG | CS    | James Tilley (kölcsönben a Brighton & Hove Albion csapatától) |
| 23 | IRL | K     | Tadhg Ryan                                                    |
| 24 | IRL | KP    | Cian Murphy                                                   |
| 25 | IRL | KP    | Kevin O’Connor (kölcsönben a Preston North End csapatától)    |
| 26 | IRL | V     | Dan Casey                                                     |
| 27 | IRL | KP    | Pierce Phillips                                               |
| 32 | IRL | V     | Garry Comerford                                               |

### Kölcsönben
| # |     | Poszt | Név                                  |
| - | --- | ----- | ------------------------------------ |
| 5 | IRL | V     | Aaron Barry (a Bohemians csapatánál) |

| #  |     | Poszt | Név                                     |
| -- | --- | ----- | --------------------------------------- |
| 28 | IRL | V     | John Kavanagh (a Finn Harps csapatánál) |

## Korábbi edzők
| Év        | Név                       |
| --------- | ------------------------- |
| 1984      | Bobby Tambling            |
| 1984–1985 | Tony 'Tucker' Allen       |
| 1986      | Noel O'Mahoney            |
| 1987      | Eamon O'Keefe             |
| 1988–1992 | Noel O'Mahoney            |
| 1992–1993 | Damien Richardson         |
| 1993–1994 | Noel O'Mahoney            |
| 1994–1995 | Rob Hindmarch             |
| 1995–2000 | Dave Barry                |
| 2000      | Colin Murphy              |
| 2000      | Derek Mountfield          |
| 2000–2003 | Liam Murphy               |
| 2003–2004 | Pat Dolan                 |
| 2005–2007 | Damien Richardson         |
| 2008      | Alan Mathews              |
| 2009      | Paul Doolin               |
| 2010      | Roddy Collins             |
| 2010–2013 | Tommy Dunne               |
| 2013      | Stuart Ashton (megbízott) |
| 2014–     | John Caulfield            |